# Повитухові
Повитухові (Alytidae) — родина земноводних з підряду Archaeobatrachia ряду безхвості. Має 2 роди та 12 видів. Інша назва «круглоязикові або дискоязикові жаби».

## Опис
Загальна довжина представників цього роду коливається від 3 до 10 см. Одна з найархаїчніших родин серед безхвостих амфібій, яка існує ще з юрського періоду. Назва походить від округлої форми товстого язика, нижній бік якого майже повністю приростає до дна рота. Верхня щелепа із зубами. Задні кінцівки з перетинками між пальцями.

## Спосіб життя
Полюбляють лісисті та скелясті місцини. Зустрічаються поблизу невеликих водойм. Харчуються переважно безхребетними, ракоподібними.

## Розповсюдження
Мешкають у країнах Західної Європи, північно-західній Африці, Передній Азії.

## Види
- Рід Alytes
  - Alytes cisternasii
  - Alytes dickhilleni
  - Alytes maurus
  - Alytes muletensis
  - Alytes obstetricans
- Рід Discoglossus
  - Discoglossus galganoi
  - Discoglossus jeanneae
  - Discoglossus montalenti
  - Discoglossus pictus
  - Discoglossus sardus
  - Discoglossus scovazzi
- Рід Latonia
  - Latonia nigriventer
  - †Latonia gigantea (Lartet 1851)
  - †Latonia ragei Hossini, 1993
  - †Latonia seyfriedi Meyer 1843
  - †Latonia vertaizoni (Friant, 1944)
- Рід †Enneabatrachus
  - †Enneabatrachus hechti
- Рід †Paralatonia
  - †Paralatonia transylvanica
- Рід †Aralobatrachus
  - †Aralobatrachus robustus
- Рід †Callobatrachus
  - †Callobatrachus sanyanensis
- Рід †Bakonybatrachus
  - †Bakonybatrachus fedori
- Рід †Eodiscoglossus
  - †Eodiscoglossus oxoniensis
  - †Eodiscoglossus santonjae